# فهرست زیبایی‌شناسان
این فهرستی از زیبایی‌شناسان (انگلیسی: List of aestheticians)، فیلسوفان برجسته هنر است که در مورد ماهیت هنر و زیبایی نظریه‌پردازی می‌کنند.

## قبل از قرن هفدهم
- آبیناواگوپتا
- توماس آکویناس
- ارسطو
- آگوستین کرگدن
- یوسف بلاساغونی
- لیو زی
- افلاطون
- فلوطین

## قرن هفدهم یا هجدهم
- گئورگ آنتون فردریک آست
- الکساندر گوتلیب باومگارتن
- ژان آنتلم بریا ساوارن
- ادموند برک
- ویکتور کازین
- جاناتان ادواردز
- گئورگ ویلهلم فریدریش هگل
- یوهان فریدریش هربارت
- یوهان گاتفرید هردر
- دیوید هیوم
- فرانسیس هاچسون
- امانوئل کانت
- گوتهولد افرایم لسینگ
- توماس رید
- فریدریش ویلهلم یوزف شلینگ
- فریدریش شیلر
- آوگوست ویلهلم فن اشلگل
- کارل ویلهلم فریدریش شلگل
- آرتور شوپنهاور
- یوهان گئورگ سولزر
- تیاگاراجا

## قرن نوزدهم
- ویساریون بلینسکی
- کلایو بل
- والتر بنجامین
- جورج دیوید بیرکهوف
- گیورگ برندس
- فروچو بوزونی
- ر. ج. کالینگوود
- بندیتو کروچه
- جان دیویی
- رالف والدو امرسون
- اتین ژیلسون
- ادوارد هانسلیک
- سورن کیرکگارد
- سوزان لنگر
- ورنون لی
- گئورگ لوکاچ
- هربرت مارکوزه
- ژاک ماریتن
- فردریش نیچه
- والتر پتر
- ادگار آلن پو
- جان راسکین
- جرج سانتایانا
- ویکتور اشکلوفسکی
- الگرنون چارلز سوینبرن
- جون‌ایچیرو تانیزاکی
- اسکار وایلد

## قرن بیستم
- تئودور آدورنو
- رودلف آرنهایم
- سری اوروبیندو
- رولان بارت
- ژرژ باتای
- مکس بلک
- موریس بلانشو
- هارولد بلوم
- جان کیج
- استنلی کاول
- آرتور دانتو
- ژاک دریدا
- امبرتو اکو
- میشل فوکو
- هانس جورج گادامر
- نلسن گودمن
- کلمنت گرینبرگ
- جان هاسپرز
- سیری هاستودت
- مانی کاول
- جوزف کسوت
- ژان فرانسوا لیوتار
- آندره مالرو
- مایکل اوکشات
- هانس پفیتسنر
- این رند
- راجر اسکروتن
- الی سیگل
- ریچارد ولهایم